# Groote Advies-Commissie der Illegaliteit
De Groote Advies-Commissie der Illegaliteit (GAC of G.A.C.) was een organisatie die een jaar voor het einde van de Tweede Wereldoorlog in Nederland werd opgericht met als doel het Nederlands verzet tegen de Duitse bezetter meer te coördineren, en daardoor de effectiviteit van de illegaliteit te verbeteren.

## Oprichting
De commissie werd op aandringen van Koningin Wilhelmina en minister-president Gerbrandy opgericht, met de wens om de samenwerking tussen de diverse verzetsgroepen beter te regelen. Koningin Wilhelmina stuurde daartoe een geheim telegram vanuit Londen, en op 3 juli 1944 kwam de oprichtingsvergadering bij elkaar, bestaande uit de volgende verzetsgroepen: Trouw, Parool, Vrij Nederland, de Waarheid, De Geus, Je Maintiendrai, De Vrije Kunstenaar, de Landelijke Organisatie voor Hulp aan Onderduikers, het Nationaal Steun Fonds, Medisch Contact, Studentenverzet, Schoolverzet, Raad van Verzet, Landelijke Knokploegen, Ordedienst, Nationaal Comité en Vaderlands Comité. Een aantal andere verzetsgroepen was niet aanwezig, maar lieten zich in de vergadering vertegenwoordigen: Ons Volk, Persoonsbewijzencentrale, Christofoor en De Vrije Katheder. Deze groepen zouden zich na de bevrijding aansluiten bij de GAC.
In de plenaire vergadering werd besloten tot oprichting van een contact-commissie (CC) van vertrouwensmannen, bestaande uit vijf personen waarvan drie uit de illegaliteit. Deze drie representeerden het politieke spectrum: rechts, midden en links. Elk van deze drie commissieleden vertegenwoordigde daardoor een groep van verzetsorganisaties uit dezelfde politieke kleur. Deze contact-commissie zou tot aan de bevrijding werkzaam zijn waarna de grotere GAC zou worden samengesteld.
De leden van de contact-commissie tijdens de bezetting waren:
1. W. Drees, voorzitter, vertegenwoordiger Vaderlands Comité.
2. Dr. J.H.A.J.S. Bruins Slot, vertegenwoordiger voor de rechter sectie.
3. L. Neher, later mr. J. Drion, vertegenwoordiger voor de midden sectie.
4. Drs. J. Meijer, vertegenwoordiger voor de linker sectie.
5. Mr. C.J.F. Caljé, vertegenwoordiger voor de Ordedienst (afzonderlijk vertegenwoordigd tot begin oktober 1944; vervolgens betrokken in overleg van de middensectie.
6. F. Nieuwenhuizen, secretaris

## Na de bevrijding
Op 9 mei 1945 kwam voor het eerst de plenaire vergadering van de GAC bij elkaar. De taak van de GAC was het verstrekken van informatie aan de overheid met betrekking tot de na-oorlogse zuivering; het bieden van hulp aan voormalig verzetsmensen bij hun terugkeer naar een normaal maatschappelijk leven; het bieden van hulp aan nabestaanden van verzetspersonen die tijdens de oorlog waren omgekomen; bieden van ondersteuning bij het voortzetten van de oorlog buiten Europa; het inschakelen van voormalige verzetsgroepen bij herstel- en wederopbouwwerk. De GAC maakte zich met name sterk voor de repatriëring van personen uit het verzet, en vond het van belang dat deze personen voorrang kregen boven de dwangarbeiders. In de praktijk werd dat onderscheid niet gemaakt, zeer tegen de zin van de GAC.
In de statuten van de commissie werd bepaald wie zitting mocht nemen, hieronder waren vertegenwoordigers van provinciale en inter-provinciale verzetsgroepen, van het Vaderlands comité, en op uitnodiging die personen die niet tot voornoemde groepen behoorden maar zich op andere wijze verdienstelijk hadden gemaakt in de illegaliteit.
Uit de leden werd een bureau samengesteld dat als dagelijks bestuur functioneerde. Daarnaast werden secties en commissies opgesteld om bepaalde onderwerpen te behandelen. Zo werd de organisatie als volgt ingericht:
- Bureau
- Secretariaat
- Sectie Zuivering en Pers
  - Subsectie Pers
- Sectie Berechting
- Sectie Indië
- Sectie Sociale Zaken
- Commissies van de GAC
  - Ballotagecommissie
  - Commissie Bestuursvoorzieningen
  - Kampencommissie
  - Commissie Monumenten, tentoonstellingen en publicaties
  - Filmcommissie

Op 24 juli 1946 hield de GAC haar slotzitting en werd de commissie opgeheven.

## Activiteiten
Een van de zaken waar de GAC aan werkte was overheidsregulering rond het plaatsen van oorlogsmonumenten, de GAC maakte zich zorgen dat foute Nederlanders zich door betrokkenheid bij een oprichtingscomité zouden 'schoonwassen'. In oktober 1945 werd het Besluit Oorlogs- of Vredesgedenkteekens van kracht, dat onder meer regelde dat er voor oprichting van een monument goedkeuring nodig was van de minister van Onderwijs, Kunsten en Wetenschappen.